# تعليم شعبي

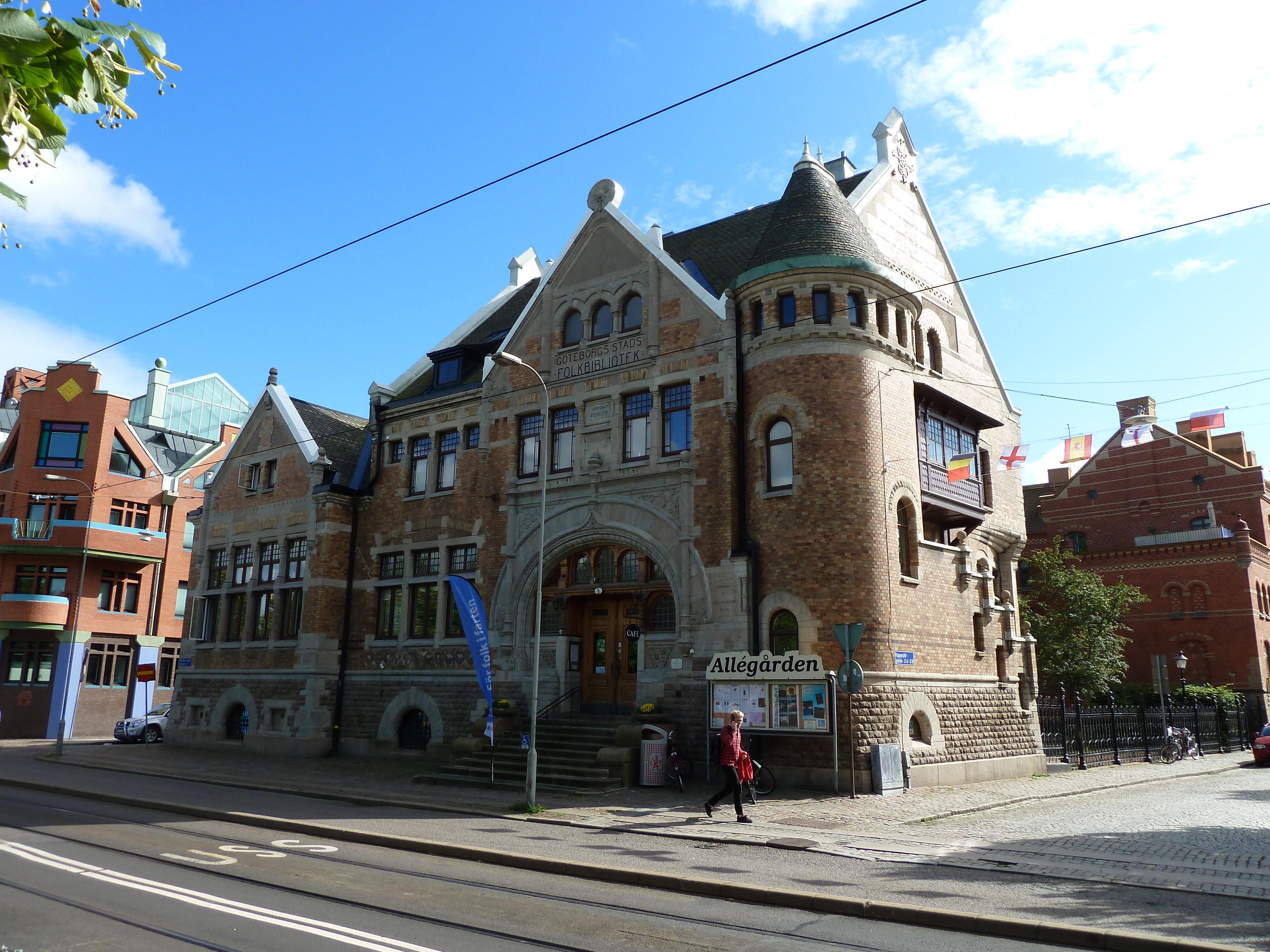

التعليم الشعبي هو ما يلقنه الأب لابنه والأم لابنتها من العادات والتقاليد والأعمال التي تمارس في المنازل، والسلوكيات المجتمعية، ويختلف هذا النوع من التعليم عن غيره بأنه لا يكون بالتلقين، بل من خلال مراقبة الكبار وتقليد أفعالهم من خلال التعلم عن طريق الملاحظة، لا المحاضرة.
الكتاب نوع من التعليم الشعبي فتجد الأولاد دون البنات يجتمعون عند شيخ القرية ليتعلموا قواعد اللغة وقراءة القرآن وحفظه وتعلم اداب الحديث والطعام ولا تجد هذا النوع من التعليم الشعبي في المدن الكبرى لكنك تجده في القرى الريفية.